# 珠江纵队独立第三大队队部旧址
珠江纵队独立第三大队队部旧址，位于中国广东省佛山市南海区狮山镇。1994年7月5日，列入南海市文物保护单位；2006年，列入佛山市文物保护单位。